# Bettendorf (Taunus)
Bettendorf ist eine Ortsgemeinde im Rhein-Lahn-Kreis in Rheinland-Pfalz. Sie gehört der Verbandsgemeinde Nastätten an.

## Geographie
Rings umgeben von prächtigen Hochwäldern liegt in einer Talmulde, etwa 310 m über dem Meeresspiegel, das idyllische Taunusdörfchen Bettendorf.
Bettendorf liegt zwischen Rhein und Lahn im Taunus (westlicher Hintertaunus) und ist dem Rhein-Lahn-Kreis zugeordnet. Zu Bettendorf gehören auch die Wohnplätze Aspenhof und Sonnenhof.

## Geschichte

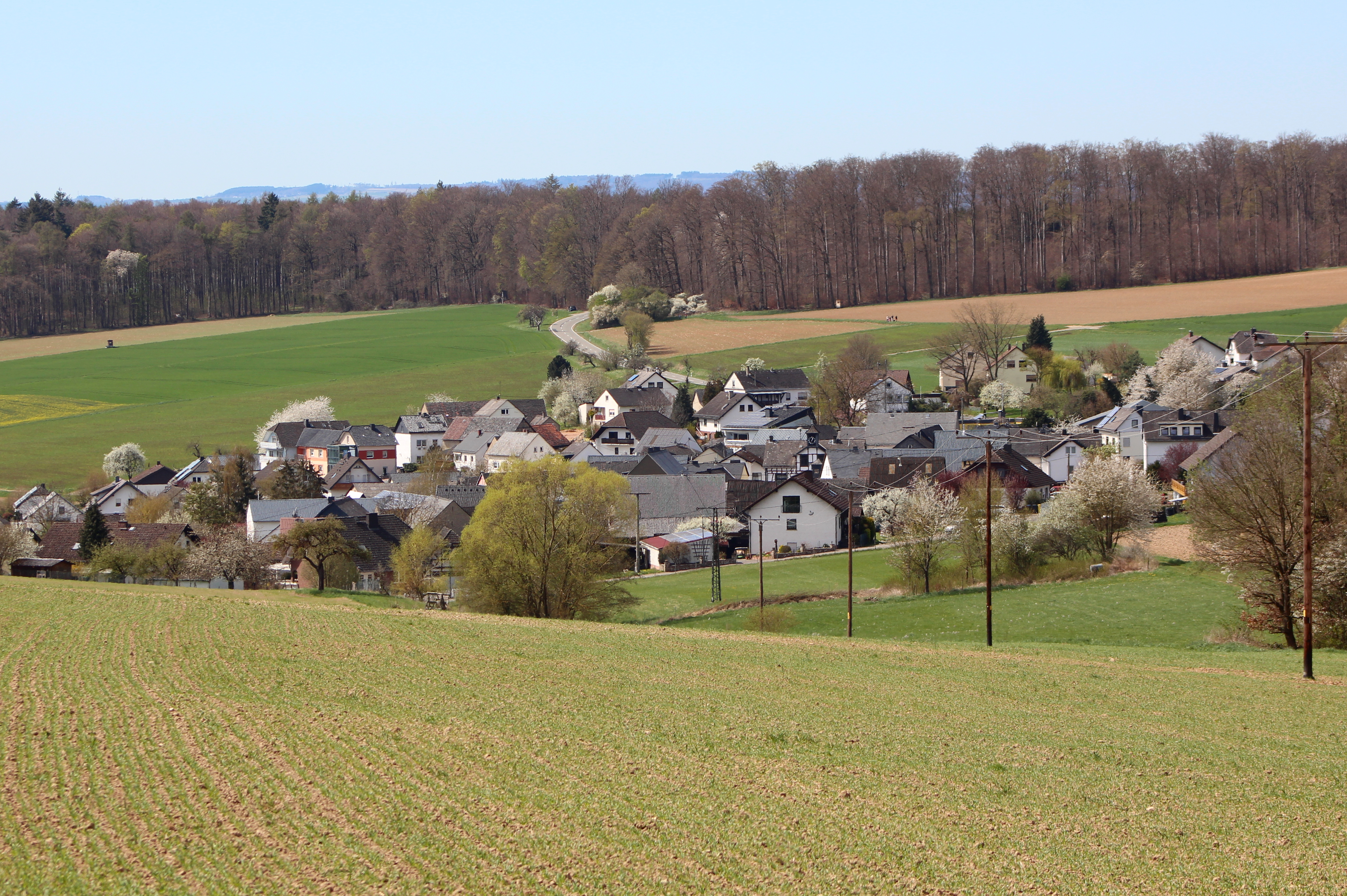
Ansicht von Bettendorf

### 1250/1300 bis 800 v. Chr.
Zeugnisse vorgeschichtlicher Zeit findet man überall auf den Höhenrücken, die das Dorf regelrecht einrahmen. Große hallstattzeitliche Hügelgräberfelder an den alten Überlandwegen kann man mühelos erwandern. Funde lassen aber bereits auf eine Besiedlung durch die Kelten schließen.

### 55 v. Chr. bis 459/461 n. Chr.
Auch die römische Grenzbefestigung, der Limes, bildet zum Teil heute noch die Gemeindegrenze. Zwei römische Kastelle (Pfarrhofen und Grauer Kopf) liegen in unmittelbarer Nähe Bettendorfs.

### 1163
Die Gründung Bettendorfs liegt wohl noch einige Jahrhunderte zurück in fränkischer Zeit. Erstmals urkundlich erwähnt wird der ca. 340 Einwohner zählende Ort in der „Mehrenburgischen Schenkungsurkunde“ aus dem Jahre 1163.

### 1648–1806
Bettendorf gehörte zur Niedergrafschaft Katzenelnbogen (Amt Reichenberg), die von 1648 bis 1806 landesherrlich den Landgrafen von Hessen-Kassel zugeordnet war. Von 1806 bis 1813 stand die Region und damit auch Bettendorf unter französischer Verwaltung (pays réservé). Im Jahr 1816 kam der Ort in den Besitz des Herzogtums Nassau, das 1866 infolge des sogenannten Deutschen Krieges vom Königreich Preußen annektiert wurde.

### 1927
Schon vor 1842 ist in Bettendorf eine Pflichtfeuerwehr vorhanden. Im Jahr 1927 wird jedoch die Freiwillige Feuerwehr Bettendorf gegründet. Das heute noch genutzte Feuerwehrhaus wurde 1953 errichtet. Es beinhaltet einen 120 m³ Löschwasservorrat sowie einen Schlauchturm, welcher heute nicht mehr als solcher genutzt wird. Die Sirene auf dem Feuerwehrhaus kann nicht von der Einsatzleitstelle Montabaur ausgelöst werden. Dies übernimmt eine neuere Sirene auf dem Gemeindehausdach.

### 12. April 1943
Brandbombeneinschlag in der Scheune von Karl Maus.

### 1945
Am 27. März 1945 wurde Bettendorf von US-Truppen eingenommen.

## Bildung

### Bis 1901 Schulgemeinde Obertiefenbach Bettendorf
Schon seit frühester Zeit bildeten die Orte Obertiefenbach und Bettendorf eine Schulgemeinde. Die Zeit der Entstehung der Schule in Obertiefenbach lässt sich jedoch nicht mehr feststellen.
Das in Obertiefenbach noch bestehende Schulhaus wurde um 1830 erbaut, nachdem das davor genutzte wegen Baufälligkeit abgerissen werden musste.
Der Schulweg der Kinder von Bettendorf nach Obertiefenbach führte am Eichenwald entlang. Der Weg ist heute noch als Land und Forstwirtschaftlicher Weg erhalten.

### 1901–1965 Dorfschule Bettendorf
1900 wurde der Bau des heutigen Gemeindehauses angestrebt, da die Kinderzahl der beiden Orte stark gestiegen war. Am 13. Oktober 1901 wurde das neue Schulgebäude in Bettendorf fertiggestellt, der Schulverband Obertiefenbach/Bettendorf aufgelöst und der Anteil der Gemeinde Bettendorf am gemeinsamen Schulgebäude und Inventar gegen eine Geldsumme von 1900 Mark abgetreten.
Das neue Schulhaus wurde in der Dorfmitte auf einem Gemeindeplatz, in dessen hinterem Bereich zur damaligen Zeit noch ein gemeindeeigenes Schäferhäuschen stand, errichtet. Das Schäferhäuschen hatte bis dahin als Rathaus gedient. Die Glocke im Schäferhäuschen wurde in den Turm des neuerbauten Schulhauses übernommen.
| 1901        | Jungen | Mädchen | Summe | 1963        | Jungen | Mädchen | Summe |
| ----------- | ------ | ------- | ----- | ----------- | ------ | ------- | ----- |
| Unterstufe  | 10     | 8       | 18    | 1 Schuljahr | 1      | 2       | 3     |
| Mittelstufe | 8      | 7       | 15    | 2 Schuljahr | 3      |         | 3     |
| Oberstufe   | 10     | 3       | 13    | 3 Schuljahr | 1      | 1       | 2     |
|             |        |         |       | 4 Schuljahr | 2      | 2       | 4     |
|             |        |         |       | 5 Schuljahr |        |         |       |
|             |        |         |       | 6 Schuljahr | 5      |         | 5     |
|             |        |         |       | 7 Schuljahr | 2      | 2       | 4     |
|             |        |         |       | 8 Schuljahr | 2      | 4       | 6     |
|             |        | Summe   | 46    |             |        | Summe   | 27    |

Nachdem die Schülerzahl schließlich auf 22 abgesunken war, wurde im Frühjahr 1965 die einklassige Dorfschule in Bettendorf wegen zu geringer Kinderzahl aufgelöst. Mit Beginn des Schuljahres 1965/66 besuchten alle Bettendorfer Kinder die Mittelpunktschule in Miehlen.
Das Schulgebäude wurde zwischenzeitlich umgebaut und dient heute der Gemeinde als Dorfgemeinschaftshaus.

## Bevölkerungsentwicklung
Seit 1946 ist Bettendorf Teil des damals neu gebildeten Landes Rheinland-Pfalz. Die Einwohnerzahl hat sich seit Anfang der 1970er Jahre deutlich erhöht. Anfang 2020 zählte Bettendorf knapp 30 Kinder unter 15 Jahren. Grund hierfür war, dass viele junge Familien nach Bettendorf zogen. Einige Familien zogen aus dem hessischen Raum zu. Auch viele Jugendliche, die in den 1990er Jahren in Bettendorf geboren wurden, sind geblieben und haben sich mit ihren neugegründeten Familien niedergelassen.
Die Anbindung an die B260 ermöglicht kurze Wege für Berufspendler nach Koblenz und Wiesbaden. Auch in Limburg sowie in der Umgebung von Bettendorf gehen viele Einwohner ihrer Arbeit nach.
Entwicklung der Einwohnerzahl von Bettendorf:
| Jahr | Einwohner |
| ---- | --------- |
| 1815 | 139       |
| 1835 | 177       |
| 1871 | 181       |
| 1905 | 244       |
| 1939 | 219       |
| 1950 | 250       |
| 1961 | 234       |
| 1970 | 272       |

| Jahr | Einwohner |
| ---- | --------- |
| 1987 | 291       |
| 1997 | 328       |
| 2005 | 363       |
| 2011 | 342       |
| 2017 | 333       |
| 2018 | 312       |
| 2022 | 340       |

Einwohnerentwicklung von Bettendorf (Taunus) von 1815 bis 2018 nach nebenstehender Tabelle

die Werte von 1871 bis 1987 beruhen auf Volkszählungen

## Politik

### Gemeinderat
Der Gemeinderat in Bettendorf besteht aus acht Ratsmitgliedern, die bei der Kommunalwahl am 9. Juni 2024 in einer Mehrheitswahl gewählt wurden, und dem ehrenamtlichen Ortsbürgermeister als Vorsitzendem.
|                  | 2019–2024              | 2024–heute       |
| ---------------- | ---------------------- | ---------------- |
| Bürgermeister    | Manfred Poguntke       | Kai Neumann      |
| 1. Beigeordneter | Kai Neumann            | Aaron Wilhelm    |
| 2. Beigeordneter | Thomas Christ          | Matthias Keuper  |
| 3. Beigeordneter | Aaron Willhelm         | Benjamin Konopka |
| Ratsmitglied     | Renate Phyllis Klinger | Paul Behrendts   |
| Ratsmitglied     | Uwe Hegner             | Thomas Christ    |
| Ratsmitglied     | Benjamin Konopka       | Sarina Keuper    |
| Ratsmitglied     | Karin Koch             | Sören Reuter     |
| Ratsmitglied     | Petra Buchholz         | Janine Pham      |

### Bürgermeister
Kai Neumann wurde am 3. Juli 2024 Ortsbürgermeister von Bettendorf. Bei der Direktwahl am 9. Juni 2024 hatte er sich gegen einen weiteren Kandidaten mit einem Stimmenanteil von 77,60 % durchgesetzt und wurde damit als Nachfolger von Manfred Poguntke für fünf Jahre gewählt.
| Amtszeit   | Name                | Stimmenanteil |
| ---------- | ------------------- | ------------- |
| 2024–heute | Kai Neumann         | 77,60 %       |
| 2019–2024  | Manfred Poguntke    | 78,40 %       |
| 2006–2019  | Arnd Witzky         |               |
| 1993–2006  | Armin Wilhelm       |               |
| 1988–1993  | Edi Holl            |               |
| 1960       | Kurt Spristersbach  |               |
| 1945–1960  | Wilhelm Plaß        |               |
| 1929–1945  | Philipp Wöll        |               |
| 1924–1929  | Heinrich Gemmer     |               |
| 1915–1924  | Philipp Holl        |               |
| 1914–1915  | Wilhelm Martin Maus |               |
| 1868–1914  | Wilhelm Kröck       |               |

### Wappen
Seit 1988 führt die Gemeinde Bettendorf ihr heutiges Wappen. In der Wappenbegründung findet sich folgende Info: „Die Farben sind die Nassauischen Farben. Die Eichel steht für den ursprünglichen Standort am Eichenwald. Die Ähren für die dorfbildprägende Landwirtschaft. Schlägel und Eisen sind das Sinnbild für die in früherer Zeit hier vorhandenen Gruben.“

## Sonstiges
Bettendorf ist Sitz des Kult-Ur-Instituts für interdisziplinäre Kulturforschung.